# Беше, Сидней
Сидней (Сидни) Джозеф Беше (англ. Sidney Joseph Bechet; 14 мая 1897, Новый Орлеан, Луизиана — 14 мая 1959, Париж) — джазовый кларнетист и сопрано-саксофонист, один из пионеров джаза. Выдающийся исполнитель новоорлеанского и чикагского стилей. Оказал большое влияние на музыкантов Севера США и способствовал становлению традиционного джаза в Европе.

## Биография
Сидней Беше родился и вырос в небогатой, музыкальной негритянско-креольской семье, проживавшей во французском квартале Нового Орлеана. От своих европейских предков Беше унаследовал светлый цвет кожи. Все его братья (их было четверо) умели играть на каком-либо инструменте. С малых лет проявил склонность к музыке. Под влиянием отца, который был по профессии портным и любил музицировать в домашнем кругу, и старшего брата Леонарда (зубной техник, в Новом Орлеане пользовался известностью как кларнетист и руководитель любительского оркестра) Беше начинает с 6 лет систематически заниматься музыкой, осваивая кларнет. С 8 лет обучается игре на кларнете частным образом у Лоренцо Тио старшего (Lorenzo Tio), Луи Нельсона (Big Louis Nelson) и Джорджа Бэкета (George Baquet), при этом значительную часть времени уделяя самообразованию. Его успехи были столь значительны, что уже в раннем возрасте (1910 год) он играет в крупных городских джазовых ансамблях и даже обучает других игре на кларнете (среди его учеников — Джимми Нун, который был старше его на два года). В те годы Сидней Беше выступает с ансамблем Фредди Кеппарда, играет у Бадди Болдена (вместе с Банком Джонсоном), в известном тогда Olympia Band и в 1911 году в Eagle Band (в одно время с Кингом Оливером, Фредди Кеппардом, Джимми Нуном, Банком Джонсоном, Мэттом Кэри). Затем последовали выступления с составами Джека Кэри («Crescent Band»), Ричарда М.Джонсона и Бадди Пти, с 1913 года — с ансамблем Кинга Оливера. Выезжает на гастроли по Техасу и Калифорнии с ансамблем Кларенса Уильямса и Луиса Уэйда, сотрудничает с Кидом Ори и совершает турне с оркестром Динка Джонсона. В 1916 году Беше покидает Новый Орлеан и отправляется странствовать, играя в передвижных шоу и странствующих цирковых труппах на Юге США и Среднем Западе.
В 1917 году Беше перебирается в Чикаго, где работает в оркестрах, возглавляемых новоорлеанскими пионерами джаза (среди них Фредди Кеппард, Кинг Оливер, Лоуренс Дюше (Lawrence Duhe)).
В 1919 году попадает в большой эстрадный оркестр Уилла Мэриона Кука «Southern Syncopated Orchestra». Оркестр играл в основном популярную музыку с письменными аранжировками и с небольшим количеством импровизационного материала. Беше в этом составе был главным солистом при исполнении блюзов. С этим оркестром он совершил концертную поездку по Европе, где получил одобрительный отзыв о своей игре от знаменитого дирижёра Эрнеста Ансерме. Услышав игру оркестра в Лондоне, швейцарский дирижёр в статье охарактеризовал Беше как «выдающегося кларнетиста-виртуоза» и «гениального артиста».
В Лондоне в одном из магазинов Беше купил сопрановый саксофон, и с этого времени он становится его основным инструментом, хотя он продолжает достаточно часто играть и на кларнете. На сопрано-саксофоне несколько сложнее играть в тон, зато этот инструмент обладает мощным звуком, что позволяло Сиднею Беше доминировать в любом джазовом ансамбле. Покинув «Southern Syncopated Orchestra» Беше работает в небольшом рэгтайм-бэнде Бенни Пэйтона (Benny Peyton), выступает с этим музыкальным коллективом в Англии и Франции.
В США в 1923 году, Беше сделал свою первую запись совместно с Кларенсом Уильямсом. В течение последующих двух лет периодически появлялся на записях блюзовых певиц вместе с Луи Армстронгом, иногда исполняя соло. Пластинки с записями были выпущены под разными названиями: Clarence William’s Blue Five и Red Onion Jazz Babies. Эти записи стали важной вехой эпохи новоорлеанского джаза и оказали большое влияние на музыкантов того времени. Интересно, что на одной из этих записей Беше играет на саррюзофоне, что явилось единственным известным случаем использования данного инструмента в записи джазовой музыки.
В 1924 году в течение трех месяцев Беше играл в раннем оркестре Дюка Эллингтона, который ещё не преодолел переходный период и исполнял чуть приправленную джазом танцевальную музыку. Игру Беше в тот период отличал столь интенсивный свинг, что в те годы в этом компоненте ему не было равных. Поэтому недолгое пребывание Беше в ансамбле Эллингтона было важным для музыкантов, и подтолкнуло весь эллингтоновский состав к исполнению джазовой музыки. Затем Сидней Беше открывает в Гарлеме свой собственный клуб («Club Basha») и собирает собственный оркестр, в который приглашает играть своего ученика — молодого Джонни Ходжеса. Затем вновь гастролирует в Европе с труппой Black Revue, «звездой» которого была негритянская певица и танцовщица Джозефина Бэйкер. Посещает Францию, Бельгию, Германию, Венгрию, Польшу.
В 1926 году Беше концертирует в СССР с ансамблем Фрэнка Уитерса, состоявшим из музыкантов оркестра Луиса Митчелла «Jazz Kings» (в котором играли Джон Смит — корнет, Фрэнк Уитерс — тромбон, Фред Коксито — баритон-саксофон, Дэн Париш — фортепиано, Бенни Пейтон — ударные). Ансамбль открывает свои гастроли 22 февраля концертом в кинотеатре «Малая Дмитровка». Затем последовали выступления в Большом зале консерватории, Доме писателей, Театре Комиссаржевской и других залах столицы России. Ему аплодируют А. Луначарский, Р. Глиэр, Н. Малько, К. Станиславский. Кроме Москвы Беше выступает в Харькове, Киеве, Одессе и его успешное турне по стране продолжалось более трех месяцев. Выступления секстета были тепло встречены слушателями и вызвали большой интерес музыкальной общественности.
Потом последовал ангажемент в коммерческом оркестре Нобла Сиссла в Париже (до 1930 года). Однако, находясь во Франции в составе оркестра Нобла Сиссла попадает в неприятную историю (Беше в ответ на оскорбления со стороны некоторых музыкантов оркестра открывает пальбу и ранит выстрелом из пистолета одного из них) и некоторое время находится в тюрьме, правда, его быстро выпускают и высылают обратно в США.
В 1932 году в Нью-Йорке совместно с трубачом Томми Лэдниером создает ансамбль New Orleans Feetwarmers для выступлений в дансинге Savoy Ballroom и для записей пластинок на фирме His Master’s Voice. В первом составе этого ансамбля тогда играли: Тедди Никсон (тромбон), Хэнк Дункан (фортепиано), Уилсон Майерс (контрабас), Моррис Морлэнд (ударные).
К середине 1930-х годов, когда углубляется экономический кризис в США, и горячая новоорлеанская музыка уходит в тень (из-за падения интереса к стилю), Сидней Беше был вынужден искать средства к существованию. Для получения заработка ему пришлось открыть портняжную лавку, которая, тем не менее, почти не работала по прямому назначению — там часто собирались музыканты и устраивались джазовые концерты.
В 1938 году Беше записал знаменитую композицию Джорджа Гершвина «Summertime» (на этой записи ему аккомпанировали Мид Лакс Льюис (фортепиано) и Сид Кэтлетт (ударные)), и это исполнение получило широкую известность. Другим хитом, сочинённым Беше в то же время, стала композиция «Petite fleur» («Маленький цветок»). После этого его пригласил на запись нескольких композиций известный французский музыкальный критик и инициатор ривайвл-движения Юг Панасье, а вскоре звукозаписывающая фирма «Bluebird» предложила ему подписать контракт на три года, в течение которых он записал несколько классических джазовых композиций. В дальнейшем были записаны серии прекрасных пластинок с «Big Four» и с кларнетистом Меззом Меззроу (Mezz Mezzrow) на фирме «King Jazz». Начинается возрождение новоорлеанского стиля и Сиднея Беше критики провозглашают одним из величайших мастеров джаза. Он регулярно появляется в Нью-Йорке, где принимает участие в нескольких концертах с Эдди Кондоном в Таун Холле и записывается с другими мастерами джаза.
В 1944 году выходит пластинка с записью шедевра Сиднея Беше — соло на кларнете «Голубой горизонт». Известный исследователь американского джаза Джеймс Линкольн Коллиер писал:

Это обычный блюз в тональности ми-бемоль-мажор, исполняемый в темпе 70 ударов метронома, то есть медленнее, чем обычно принято в джазе. Беше постоянно варьирует высоту звуков, и прежде всего блюзовых тонов. Его исполнение насыщено большими длительностями, некоторые звуки он растягивает на целый такт… Каждый звук извлекается с восходящим и нисходящим глиссандо… Эта музыка рождает в воображении образ вольно вьющейся лозы. Так, спустя почти двадцать лет после звездного часа новоорлеанского стиля возник его непревзойденный образец.

В 1945 году Беше пытается создать собственный оркестр вместе с трубачом Банком Джонсоном (англ. Bunk Johnson), но это ему не удаётся, так как Джонсон беспробудно пил, и проект срывается. Портняжная лавка окончательно перестала приносить Беше доход и превратилась, по сути, в музыкальную школу. Самым известным среди его учеников стал Боб Уилбер, в дальнейшем он оказывал своему учителю ощутимую материальную поддержку.
Судьба Беше круто изменилась в 1949 году. Его пригласили на джазовый фестиваль в Плейелевском зале Парижа, где он имел огромный успех. После этого он решил окончательно перебраться в Европу. Выступает и записывается на пластинки с оркестром Клода Лютера и Анддрю Ревельотти (Франция), Хэмфри Литлтона (Англия), Dutch Swing College Band (Голландия) и с американскими гастролерами. В последующие годы он получил широчайшую известность по всей Европе, в особенности — во Франции, где был практически национальным героем (его слава была сравнима разве что со славой Мориса Шевалье), в то время как в США его имя уже не было столь широко известным. В последние годы жизни музыкант играл много концертов, делал записи и изредка посещал США. Он умер в 1959 году в свой 62-й день рождения от рака.
Беше написал книгу воспоминаний «Treat It Gentle» («Обращайтесь с ним нежно»), наполненную жизнерадостностью и юмором, кроме того, существует его подробная биография «Волшебник джаза» (The Wizard of Jazz), написанная Джоном Чилтоном и отражающая жизнь Беше практически по неделям. Большое количество записей музыканта доступно на CD.
В 1960 году на первом европейском джаз-фестивале в Антибе состоялись торжества, посвященные Сиднею Беше. В честь него установлен памятник во французском городе Жуан-ле-Пен, а в Париже его именем названа улица.

## Творчество

### Первопроходец джаза

Солирует Сидней Беше

Сидней Беше был одним из пионеров новоорлеанского джаза. Его творчество способствовало выведению этой музыки в годы первой мировой войны за границы Нового Орлеана и обеспечило ей широкую популярность. Являясь одним из лучших джазовых музыкантов послевоенного периода, Беше оказал большое влияние на других музыкантов, и сегодня считается величайшим мастером игры на сопрано-саксофоне и кларнете. Из-за того, что Сидней Беше много времени провел в путешествиях, в том числе в Европе, он не пользовался широкой известностью у публики Соединенных Штатов, хотя мог бы достичь её, если бы больше работал в танцевальной музыке, возглавив какой-нибудь оркестр (как например Эллингтон или Армстронг). Кроме того, у Сиднея Беше был колючий и неуживчивый характер. Он был не чужд звездного самолюбования (даже в период забвения), к тому же Беше не всегда владел своими страстями — его высылали из Франции и Англии за драки, а однажды был вынужден провести почти год в одной из парижских тюрем. Темперамент не позволял Сиднею Беше идти на компромиссы, как это делали другие и что давало возможность добиться большего успеха и популярности. Но именно эта неистовость является одной из важнейших характеристик его игры, которая всегда была очень эмоциональной, от безудержного буйства в Sweetie Dear (1932) до задумчивой печали в Blue Horizon (1944). Сидней Беше достиг такого высокого уровня владения сопрано-саксофоном, что мало кто из музыкантов решался состязаться с ним в мастерстве, и до конца жизни, Беше как сопранист, оставался вне конкуренции.
Как и большинство новоорлеанских первопроходцев джаза, Сидней Беше часто готовил свои музыкальные фигуры заранее и, начав играть, редко менял в них что-либо, но его музыка, тем не менее, была проникнута чувством, наполнена движением и свингом. В быстрых темпах звук его сопрано-саксофона стремительно врывался в оркестровую мелодию, в медленных темпах его игра струилась в восходящих и нисходящих арпеджио во всем диапазоне инструмента. Из-за того, что Беше по натуре был одиночкой (неслучайно Герман Гессе в своем романе «Степной Волк» описал джазового саксофониста креола Пабло с Сиднея Беше), его влияние на джазменов не было прямым, проводниками его идей были Дюк Эллингтон, Джонни Ходжес и кларнетист Бастер Бэйли (выработавший стиль похожий на саксофонный стиль Беше), а также поколение более молодых исполнителей традиционного джаза, в том числе Боб Уилбер и Кенни Давен, причастных к возрождению и распространению новоорлеанского стиля в США и Европе.
Будучи «звездой» первой величины в американском джазе 20-х годов, Сидней Беше в 1924 году был признан лучшим исполнителем на духовых инструментах (отодвинув Армстронга). Благодаря огромной творческой активности, смелым новаторским идеям занимал в 20-е годы ведущее место в авангарде джаза наряду с Джелли Роллом Мортоном, Кингом Оливером, Луисом Армстронгом и Дюком Эллингтоном. Однако, несмотря на это, Беше оказался изгоем в США, где в то время цветному джазмену не дано было вырваться за пределы ресторана, дансинга или негритянского ревю. Настоящее понимание своей музыки нашёл лишь в Европе.
Беше также занимал особое положение среди инициаторов и лидеров движения возрождения традиционного джаза в 1940-е. В отличие от других ветеранов джаза почти не прекращал музыкальной деятельности и не утратил высокого профессионализма, став для всех эталоном мастерства и аутентичности стиля. Сидней Беше никогда не изменял своим джазовым идеалам даже в периоды работы с коммерческими оркестрами, проявляя высокую требовательность к себе и к окружающим музыкантам.
Дюк Эллингтон, беспредельно любивший Беше, считал его самым уникальным человеком в джазе. Эллингтон говорил:

Беше — наше начало… Его вещи — сама душа, в них все самое сокровенное. Беше для меня символ джаза… Все, что он играл, было неповторимо. Это великий человек, и никто не мог играть, как он.

Поэт Жан Кокто адресовал Сиднею Беше следующие слова:

Его музыка не была бездумной болтовней. Она говорила. И речь эта всегда была трогательной и могучей. Она шла от сердца.

Российский джазовый критик Алексей Баташев писал в рецензии к пластинке Сиднея Беше:

Сидней Беше первым ввел в джаз сопрано-саксофон и остался одним из ярчайших мастеров игры на этом инструменте. Его горячее вибрато и мелодическое обаяние узнаются сразу, что бы он ни играл — модный боевик в сопровождении роскошного оркестра или добрый старый блюз в своей компании.

Значительное собрание материалов, относящихся к жизни и творчеству Сиднея Беше, находится в библиотеке Arkansas Arts Center города Литл-Рок.

### Избранная дискография
| - 1923 — Unique Sidney - 1923 — In New York - 1937 — Jazz From California - 1938 — Superb Sidney - 1939 — Summertime - 1940 — Double Dixie - 1945 — Jazz Nocturne, vol.1 - 1945 — Jazz Nocturne, vol.2 - 1945 — Jazz Nocturne, vol.3 - 1945 — Jazz Nocturne, vol.4 - 1945 — Jazz Nocturne, vol.5 - 1945 — Jazz Nocturne, vol.6 - 1945 — Jazz Nocturne, vol.7 - 1945 — Jazz Nocturne, vol.8 - 1945 — Jazz Nocturne, vol.9 - 1945 — Jazz Nocturne, vol.10 - 1945 — Jazz Nocturne, vol.11 - 1945 — Jazz Nocturne, vol.12 - 1945 — Bechet, Bunk and Boston - 1945 — Bunk & Bechet in Boston (live) - 1945 — Masters Of Jazz, vol.4 - 1946 — Sidney Bechet Sessions - 1947 — Wingy Manone and Sidney Bechet: Together At … - 1949 — Sidney Bechet with Wild Bill Davison - 1949 — In The Groove - 1950 — Bechet In Philadelphia, vol.2 - 1950 — Sidney Bechet’s Blue Note Jazzmen - 1951 — His Way - 1951 — The Fabulous Sidney Bechet - 1951 — The Fabulous Sidney Bechet and His Hot Six - 1951 — Days Beyond Recall - 1951 — Sidney Bechet, vol.1 - 1951 — Sidney Bechet, vol.2 - 1952 — Salle Pleyel: 31 January 52 - 1952 — Jazz Festival Concert Paris 1952 (live) - 1952 — Wally Bishop’s Orchestra - 1952 — Sidney Bechet (Savoy) - 1952 — Sidney Bechet Solos - 1952 — New Orleans Style, Old and New - 1952 — Immortal Performances - 1953 — Sidney Bechet in Paris, vol.1 - 1953 — Jazz At Storyville - 1953 — Dixie By The Fabulous Sidney Bechet - 1954 — In Concert | - 1954 — Olympia Concert, Paris (live) - 1954 — Sidney Bechet At Storyville, vol.1 - 1954 — Sidney Bechet At Storyville, vol.2 - 1954 — New Orleans Feetwarmers - 1955 — Olympia Concert, October 19, 1955 (live) - 1955 — High Society (live) - 1955 — King of the Soprano Saxophone - 1955 — Sidney Bechet At Storyville (live) - 1955 — La Nuit Est Une Sorciere - 1955 — Jazz A La Creole - 1955 — Olympia Concert (live) - 1956 — Back to Memphis - 1956 — With Sammy’s Price’s Blusicians - 1956 — Sidney Bechet Duets - 1956 — Creole Reeds - 1956 — Grand Master Of The Soprano Sax And Clarinet - 1957 — When a Soprano Meets a Piano - 1957 — Paris Jazz Concert (live) - 1957 — Young Ideas - 1958 — Ammy Price and Sidney Bechet in Paris - 1958 — Parisian Encounter - 1958 — Brussels Fair’58 (live) - 1960 — In Memoriam - 1961 — Bechet - 1963 — The Immortal Sidney Bechet - 1965 — Bechet Of New Orleans - 1967 — The Blue Bechet - 1981 — Sidney Bechet And His New Orleans Feetwormers. Vol. 1-3. 1940-41 - 1983 — The Complete Sidney Bechet - 1983 — Louis Armstrong & Sidney Bechet. 1924-25 - 1991 — Sidney Bechet (GNP) - 1994 — Bechet in Philadelphia (live) - 1995 — Young Bechet - 1995 — Blues in Thirds - 1995 — Quintet & Septet - 1995 — Jam Session - 1996 — Together Town Hall 1947 - 1996 — Weary Blues - 1998 — Runnin’Wild - 2000 — Immortal Concert: Salle Pleyel, Paris…(live) - 2001 — Et Claude Luter - 2002 — And Friends - 2003 — Giant of Jazz, vol.1 |

## Литература

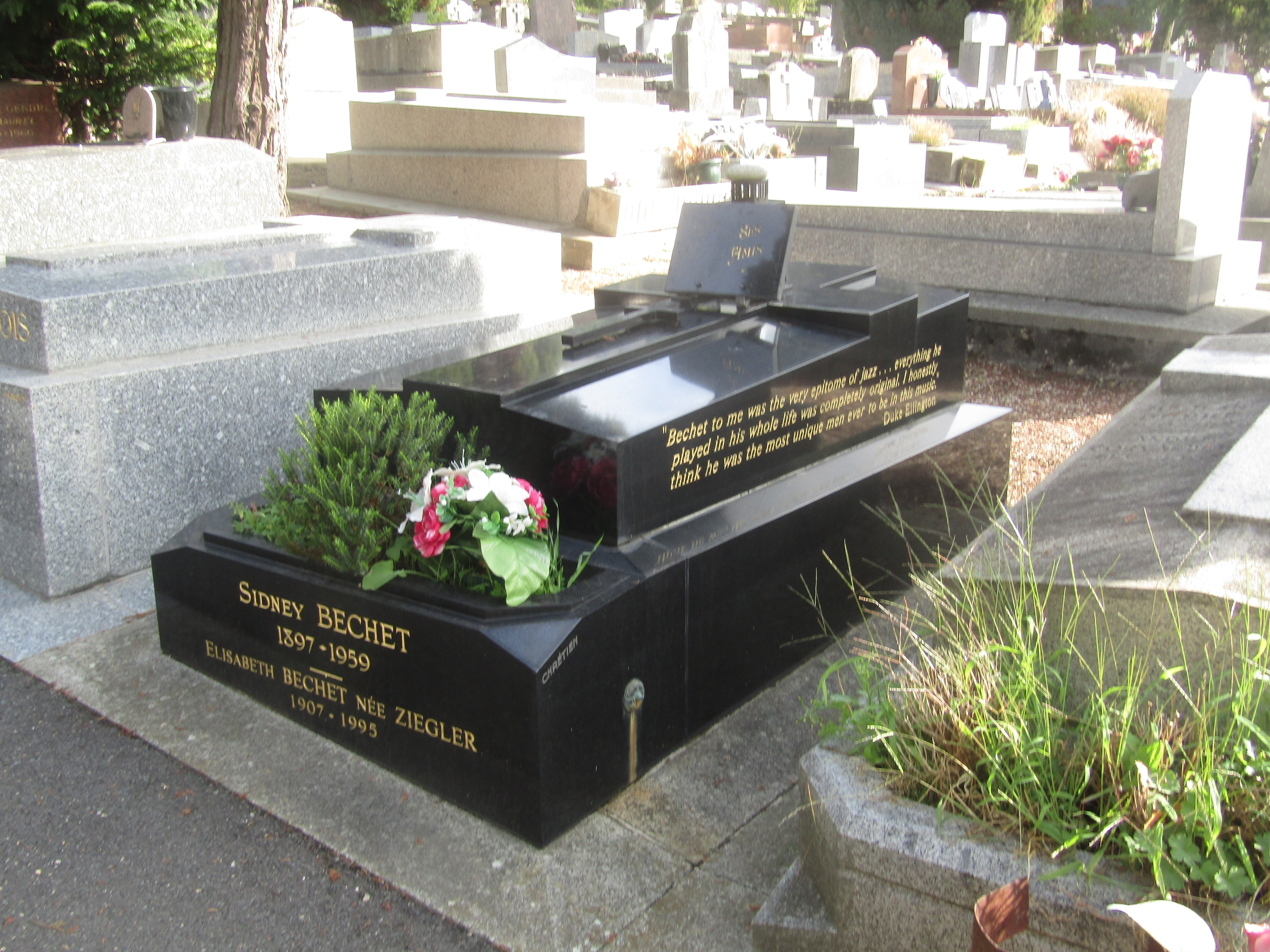
Могила на кладбище в Гарше, недалеко от Парижа.